# Луганская государственная академия культуры и искусств
Луга́нская госуда́рственная акаде́мия культу́ры и иску́сств (укр. Луганська державна академія культури і мистецтв) — высшее учебное заведение в городе Луганске.
Основано на базе на трех учреждений культуры Луганска: училища культуры, музыкального училища и художественного училища, история которых идёт с 1920—1930 годов.
Создана 8 апреля 2002 года — в этот день было принято решение Кабинета министров Украины о создании Луганского государственного института культуры и искусств.
В самопровозглашённой ЛНР была переименована в Луганскую государственную академию культуры и искусств имени М. Л. Матусовского.

## История
В 1927 году на базе изобразительной студии Луганского завода имени Октябрьской революции была создана профессиональная художественная школа рисования и живописи. Позднее школа реорганизована в художественное училище. В 1997 году на базе художественного училища, а также музыкального училища и училища культуры был создан Колледж культуры и искусств. В 2002 году на базе Колледжа распоряжением Кабинета министров Украины от 08 апреля 2002 г. № 189-р был создан Луганский государственный институт культуры и искусств.
Институт стал единственным в то время[какое?] высшим учебным заведением, которое было открыто не путем реорганизации заведения-предшественника, а путем создания новой образовательной организации в ответ на актуальные социально-экономические и культурные потребности региона. Создание института было обусловлено объективными факторами, прежде всего потребностью региона в молодых специалистах с полным высшим образованием в сфере культуры, так как в тот период талантливая молодежь Луганщины выезжала на обучение в другие регионы или за границу. В то же время наблюдалась тенденция старения контингента сотрудников культурно-досуговых заведений Луганского региона.
В 2002 г. в институте было организовано три факультета: факультет культуры, факультет музыкального искусства, факультет декоративно-прикладного и изобразительного искусства. Подготовка специалистов проходила по семи специальностям и 25 специализациям. С момента создания Луганского государственного института культуры и искусств студенты и преподаватели принимали участие в многочисленных региональных и международных выставках, фестивалях и конкурсах, вели активную выставочную деятельность. Уже в первый год работы института были сформированы первые творческие студенческие коллективы, которые стали неотъемлемой частью культурной жизни Луганской области.
В 2012 году в соответствии с распоряжением Кабинета министров Украины от 02.04.2012 года № 210-р институт реорганизован в Академию, которая с целью повышения эффективности и качества подготовки специалистов в сфере культуры инициировала создание единого комплекса в области творческого образования, в который вошли: Луганская государственная академия культуры и искусств, колледж Луганской государственной академии культуры и искусств, Детская академия искусств.

### Разделение академии (с 2014 года)

#### В Киеве[2]
После начала войны на Донбассе Академия была официально эвакуирована в Киев . Студенты академии, изъявившие желание продолжать обучение в образовательной системе Украины, продолжали обучение на материально-технической и учебно-производственной базе Киевского национального университета культуры и искусств.

#### В Луганске[5]
В 2014—2015 гг. Академия активно продолжала свою работу как высшее учебное заведение Луганской Народной Республики. Согласно распоряжению Совета Министров Луганской Народной Республики от 10 марта 2015 г № 02-05/26/15 учреждено Государственное образовательное учреждение культуры Луганской Народной Республики «Луганская государственная академия культуры и искусств имени М. Матусовского». 
В соответствии с распоряжением Правительства Российской Федерации № 750 от 29 марта 2023 года Академия принята в федеральную собственность Российской Федерации, на сегодняшний день[когда?] функции и полномочия учредителя вуза выполняет Министерство культуры Российской Федерации. Согласно приказу Министерства культуры Российской Федерации от 5 апреля 2023 года № 876 ГОУК ЛНР «Луганская государственная академия культуры и искусств имени М. Матусовского» было переименована в федеральное государственное бюджетное образовательное учреждение высшего образования «Луганская государственная академия культуры и искусств имени Михаила Матусовского».
Академия Матусовского сегодня — культурно-образовательный комплекс Донбасса, который выполняет функции учебно-методического, научного и творческого центра, реализует в соответствии с лицензией образовательные программы среднего профессионального, высшего профессионального образования, программы подготовки кадров в аспирантуре и дополнительного профессионального образования.
На данный момент[когда?] в Академии абитуриентам предлагается 28 специализаций по 8 основным специальностям. В вузе имеется 4 факультета. На всех кафедрах созданы студенческие творческие коллективы: оркестры и ансамбли, хореографические ансамбли, творческие мастерские, театральные коллективы, агентства — в рамках Творческого центра «Красная площадь, 7».

## Факультеты (в Луганске)
В институте 4 факультета: факультет культуры, факультет музыкального искусства, факультет изобразительного искусства, факультет социокультурных коммуникаций, а также кафедра социально-гуманитарных дисциплин.

### Факультет культуры
- Кафедра хореографического искусства
- Кафедра театрального искусства
- Кафедра библиотековедения, документоведения и информационной деятельности
- Кафедра кино-, телеискусства

### Факультет музыкального искусства
- Кафедра музыкального искусства эстрады
- Кафедра вокала
- Кафедра хорового дирижирования
- Кафедра теории и истории музыки
- Кафедра оркестровых инструментов
- Кафедра народных инструментов
- Кафедра фортепиано

### Факультет изобразительного искусства
- Кафедра художественно-компьютерной графики
- Кафедра станковой живописи
- Кафедра художественного моделирования одежды
- Кафедра изящной фотографии
- Кафедра дизайна
- Кафедра художественной анимации

### Факультет социокультурных коммуникаций
- Кафедра менеджмента
- Кафедра межкультурной коммуникации и иностранных языков
- Кафедра теории искусств и эстетики
- Кафедра рекламы и PR-технологий
- Кафедра культурологии

Кафедра социально-гуманитарных дисциплин

## Другое
Среди творческих коллективов академии:
Молодёжный симфонический оркестр (худ. рук. и дирижёр. Сергей Йовса), камерный оркестр «Серенада» (худ. рук. и дирижёр Инна Смирнова), оркестр народных инструментов Folk music"(худ. рук. и дирижёрИрина Золотарёва), оркестр народных инструментов колледжа ЛГАКИ (худ. рук. и дирижёр Марина Решетова).
Ансамбль бального танца Star Dance, Народный ансамбль народного танца «Родослав» (рук. Тамара Семионова), Народный ансамбль современной хореографии «Диалект» (рук. Ольга Решетняк), народный ансамбль современной хореографии «Свой стиль», ансамбль народной песни «Славянский дух» ().
Студенческая студия телевидения, оперная студия (худ. рук. и дирижёр Ирина Солёная).
Камерный хор «Alma mater» (худ. рук. и дирижёр Татьяна Кротько), женский хор «Благовест»(худ. рук. и дирижёр Любовь Пилипец), смешанный хор «Camerаta» (худ. рук. и дирижёр Алёна Кобзова).
Джаз-оркестр, духовой оркестр, рекламное агентство, издательский центр «Луганск-Art», атлетический клуб «Звезда», команда по чирлидингу «Заря», ансамбль барабанщиц «Шоу Ритм», газета «Камертон».